# Feria Internacional del Libro de Cuba

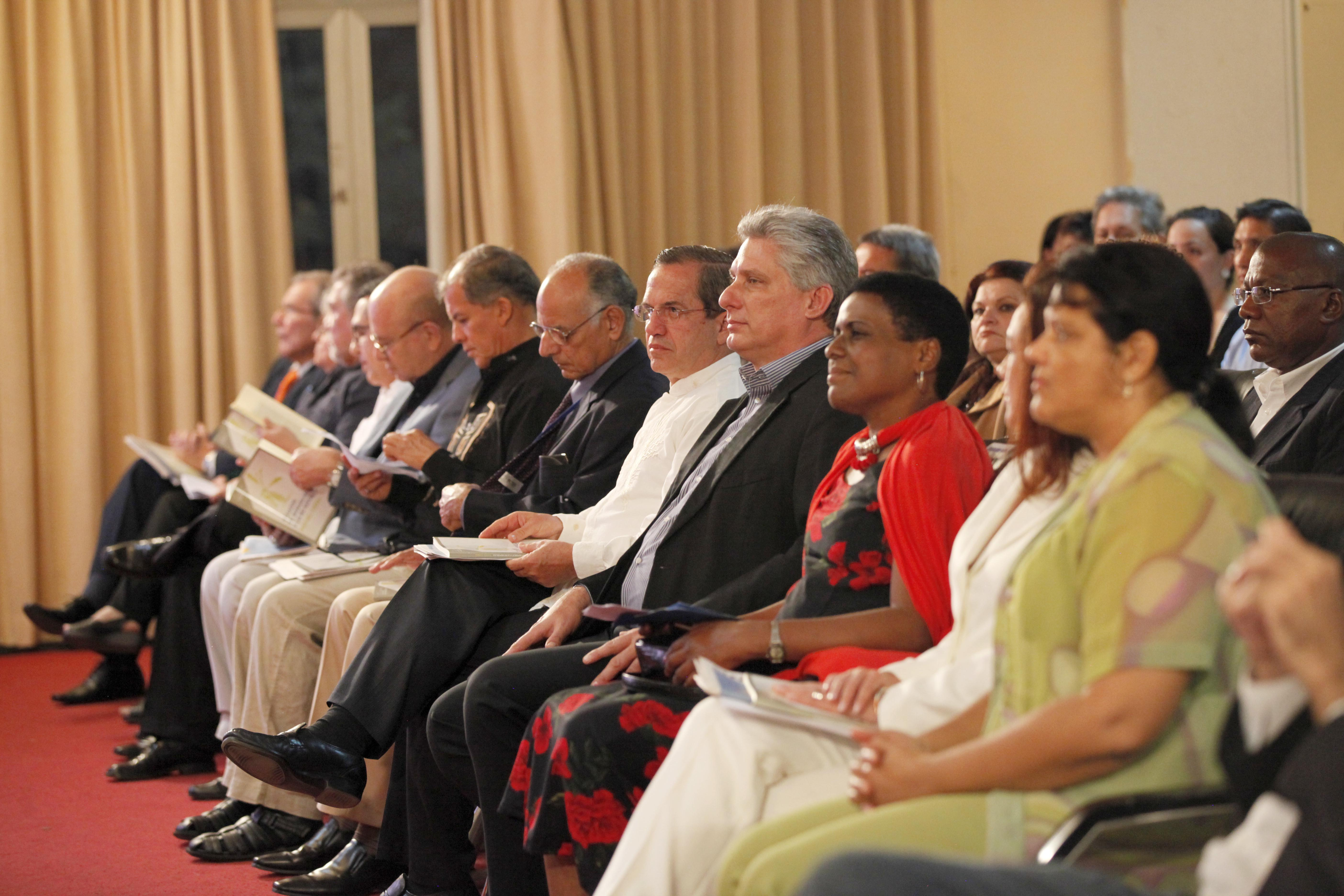
Feria Internacional del Libro de La Habana, Cuba.

La Feria Internacional del Libro de La Habana, también conocida como Feria Internacional del Libro de Cuba, que es más acertado, ya que desde 2002 este importante evento se sale de los marcos de La Cabaña, para visitar todas las provincias y varios municipios del país. De forma abreviada se le conoce como FIL Cuba. Se celebra desde 1982 cada año entre los meses de febrero y marzo, con sede permanente en La Cabaña (Cuba). Cada edición se dedica a uno o varios escritores cubanos y a un país diferente. 

## Comienzos
Los intentos por auspiciar en La Habana una Feria del Libro se remontan a la época republicana, cuando, en el mes de mayo del año 1937 se organizó el primer evento de este tipo. Ocupó los terrenos de la explanada de la Punta, Malecón y el Paseo del Prado, en la confluencia de los municipios Centro Habana y La Habana Vieja. Los principales gestores de esta idea fueron Emilio Roig de Leuchsenring y José Luciano Franco, quienes con grandes esfuerzos lograron que en la Feria estuvieran representadas las principales librerías y editoriales habaneras de la época. Este evento, que tuvo respaldo oficial del gobierno, estuvo inaugurado por el alcalde de la ciudad Antonio Beruff Mendieta y fue clausurado por el director de Cultura del Ministerio de Educación, Doctor José María Chacón y Calvo. A pesar de esto, tuvo escasa resonancia en los medios de comunicación de la época, y la afluencia de público no fue la esperada.
En los años posteriores hubo intentos de relanzar el evento, con exposiciones y ventas de libros en distintos momentos de la historia cubana, pero no fueron satisfactorios.
La primera Feria del Libro de La Habana, que estuvo dedicada a tres autores, se celebró en 1982 en el Museo Nacional de Bellas Artes y contó con una pequeña representación de editoriales latinoamericanas. A partir de entonces, la Feria se organizó cada 2 años (exceptuando el año 1988, que no hubo). Es en el 2000, cuando se decide celebrarla anualmente. De 1984 a 1996 estuvo consagrada a un tema específico; en 1998 se dedica por primera vez a un país y a partir del año 2000 adquiere el formato actual, dedicada tanto a un país como a uno o varios escritores cubanos. En 2002 la Feria viajó a través de todo el país una vez concluida su programación en la capital, algo que ahora se ha convertido en tradición.

## Repercusión
Es uno de los eventos que más multitudes arrastra. Tanto es así que en su sede principal de La Cabaña es necesario que se vendan las entradas con antelación. El evento puede durar en cada provincia un lapso de tiempo de 4 a 7 días, en dependencia del año de la edición. En esos días, se realizan diferentes actividades, no sólo literarias, sino que diferentes personalidades y artistas de todo el país se trasladan hacia las provincias, para realizar espectáculos y conferencias. La Televisión Cubana brinda una amplia cobertura y destina un noticiero especial para los días de la Feria, como acostumbra a hacer con otros eventos de importancia. A pesar de que el precio de los libros no suele ser tan módico como hace varios años atrás y la calidad a veces no es la esperadas, el pueblo cubano asiste todos los días e invierte en las obras que me le atraen.

## Lista de años con su correspondiente dedicación
- 1982- Dedicada a José Martí, Jorge Dimitrov y Nicolás Guillén.
- 1984- Dedicada a El Libro Científico-Técnico
- 1986- Dedicada a El Libro para niños y jóvenes
- 1990- Dedicada a La medicina al servicio de la Humanidad
- 1992- Dedicada a El quinto centenario del encuentro entre Dos Culturas
- 1994- Dedicada a El medio ambiente y la alimentación
- 1996- Dedicada a La computación hacia el año 2000
- 1998- Dedicada a México
- 2000- Dedicada a Italia y al escritor cubano Cintio Vitier
- 2001- Dedicada a España y al escritor cubano Roberto Fernández Retamar
- 2002- Dedicada a Francia y al escritor cubano Miguel Barnet
- 2003- Dedicada a la Comunidad Andina de Naciones (Bolivia, Colombia, Ecuador, Perú y Venezuela) y al escritor cubano Pablo Armando Fernández, Zoila Lapique
- 2004- Dedicada a Alemaniay al escritor cubano Carilda Oliver Labra
- 2005- Dedicada a Brasil y a los escritores cubanos Abelardo Estorino y Jesús Orta Ruiz
- 2006- Dedicada a Venezuela y a los escritores cubanos Nancy Morejón y Ángel Augier
- 2007- Dedicada a Argentina y a los escritores cubanos César López y Eduardo Torres-Cuevas
- 2008- Dedicada a Galicia y a los escritores cubanos Graciela Pogolotti y Antón Arrufat.
- 2009- Dedicada a Chile y a los escritores cubanos Jorge Ibarra y Fina García Marruz
- 2010- Dedicada a Rusia y a los autores María del Carmen Barcia y Reynaldo González Zamora
- 2011- Dedicada a las Culturas de los pueblos del ALBA y al Bicentenario de la primera Independencia de América Latina y el Caribe, y a los escritores cubanos Jaime Sarusky Miller y Fernando Martínez Heredia
- 2012- Dedicada a las culturas de los pueblos del Caribe, y a los escritores cubanos Zoila Lapique y Ambrosio Fornet.
- 2013- En homenaje al 160 aniversario del natalicio de José Martí. País invitado: República de Angola. Dedicada a Pedro Pablo Rodríguez y Daniel Chavarría.
- 2014- En homenaje al 200 aniversario del natalicio de Gertrudis Gómez de Avellaneda. País invitado: República de Ecuador. Dedicada a Nersys Felipe y Rolando Rodríguez.